# 外套 (小说)
《外套》（俄语：Шинель, Shinel）是乌克兰出生的俄罗斯作家尼古拉·瓦西里耶维奇·果戈里的一部短篇小说，于1842年出版。这个故事及其作者都对俄罗斯文学产生了巨大影响，正如费奥多尔·陀思妥耶夫斯基的一段话所表达的：“我们所有人都是从果戈里的外套里孕育出来的”。这个小说已被改编成各种舞台和电影版本。

## 摘要

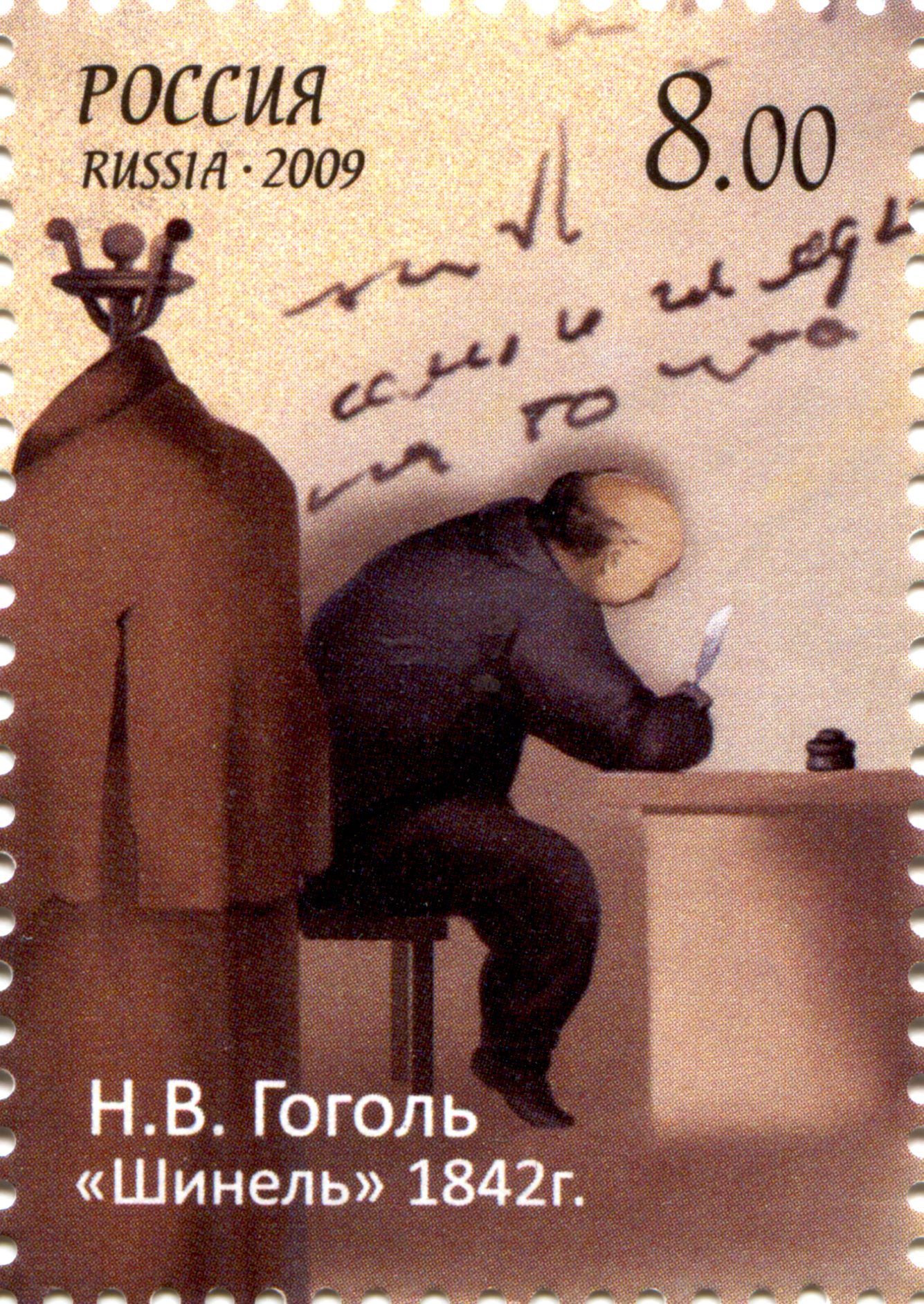
俄罗斯邮票《外套》，纪念果戈里诞辰200周年，2009年

这部小说讲述俄罗斯首都圣彼得堡的一位政府抄写员阿卡基·阿卡基耶维奇·巴什马赫金（俄语：Акакий Акакиевич Башмачкин）虽然尽忠职守，辛勤工作，但得不到认可，常被年轻的同事取笑。而他那破旧的外套更是他们嘲笑的焦点。阿卡基把外套交给裁缝彼得罗维奇，但裁缝说已无法修补，只能买一件新的外套。他虽然薪水微薄，但是通过严格控制预算，节衣缩食，终于省下一笔钱，买了一件新的外套。
他的上司决定举办一个派对，庆祝这件新的外套，习惯孤独的阿卡基有些不合时宜。也因此，阿卡基回家远比平时要晚。在回家的路上，两个暴徒抢走他的外套，将他踢倒在雪地里。
阿卡基向警察局长报告，但未能得到帮助。他又向一位大人物求助，却受到痛斥，没有通过适当的政府渠道。不久之后，阿卡基病倒。
阿卡基死后，幽灵在圣彼得堡的小卡林金桥一带游荡，从行人身上扒下外套，警察也很难抓住他。

## 人物
- 阿卡基耶夫奇·巴什马赫金：俄国首都圣彼得堡的一名贫穷的九品文官，政府抄写员，年约五十岁，性格安静、温顺、谦虚，长着红头发，修顶。他喜欢自己的抄写工作，从不犯错误，不想承担更具挑战性的工作，因为他意识到自己的能力有限。大部分同事都把他当成一个无名小卒，经常挑衅他。